# Marquesado de Viluma
El marquesado de Viluma es un título nobiliario español, creado por el rey Fernando VII a favor del  general Joaquín de la Pezuela, quien también fue ascendido a teniente general y nombrado XXXIX virrey del Perú, en conmemoración de la victoria Ejército Real del Perú en la Batalla de Sipe Sipe o Batalla de Viluma, ocurrida el 29 de noviembre de 1815, durante la Tercera expedición auxiliadora al Alto Perú en el marco de las guerras de independencia hispanoamericanas.

## Marqueses de Viluma
|                           | Titular                                   | Periodo                   |
| Creación por Fernando VII | Creación por Fernando VII                 | Creación por Fernando VII |
| ------------------------- | ----------------------------------------- | ------------------------- |
| I                         | Joaquín de la Pezuela                     | 1830-1832                 |
| II                        | Manuel de la Pezuela y Ceballos           | 1832-1897                 |
| III                       | Pedro de la Pezuela y de la Puente        | 1897-1905                 |
| IV                        | Joaquina de la Pezuela y de la Puente     | 1905-1911                 |
| V                         | José de la Pezuela y Griñán               | 1911-1956                 |
| VI                        | José Álvarez de Lorenzana y de la Pezuela | 1956-2001                 |
| VII                       | Juan José Álvarez de Lorenzana y Perinat  | 2001-actualidad           |

## Historia de los marqueses de Viluma

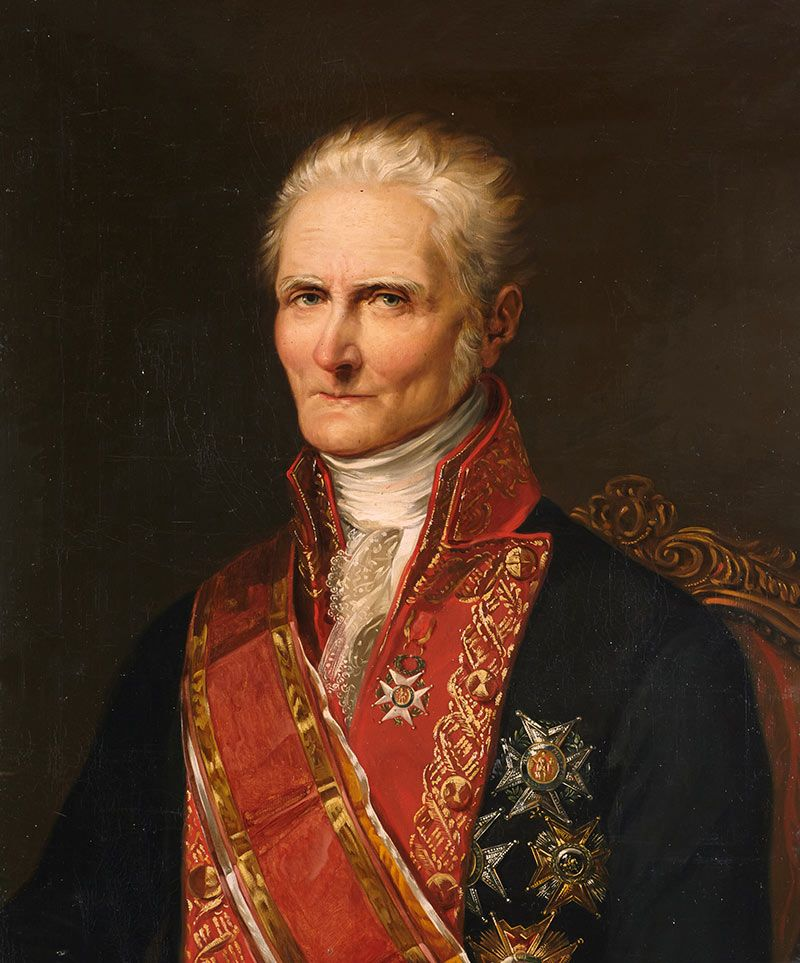
Joaquín de la Pezuela y Sánchez, I Marqués de Viluma

Entre sus sucesores en el título estuvo el destacado político Manuel de la Pezuela y Ceballos, fundador del grupo de los neocatólicos y que, al casarse con Francisca de la Puente, condesa de Casa Puente, añadió este  condado a los títulos heredados por sus descendientes. Su hija, Joaquina de la Pezuela y Puente, mantuvo una estrecha amistad con Marcelino Menéndez y Pelayo, que recibió en herencia parte de su biblioteca. 
Manuel de la Pezuela y Ceballos mandó construir el Palacio de Viluma en Madrid en las antiguas huertas del duque de Frías.
Las posesiones territoriales de ambas familias se concentraban en la provincia de Santander, de la que Manuel fue gobernador en 1834. El convento de Montehano (convento San Sebastián de Hano), propiedad de Francisca de la Puente, fue donado por ésta al obispado de Santander en 1879. Allí está enterrada Joaquina Viluma frente al altar, muy cerca de Bárbara Blomberg, la madre de Juan de Austria. Su epitafio fue redactado por Marcelino Menéndez Pelayo. Hoy su casa palacio en San Pantaleón de Aras es un colegio público.
El marquesado de Viluma se encuentra actualmente detentado por Juan José Álvarez de Lorenzana y de Perinat.